# Leptostylus bicolor
Leptostylus bicolor es una especie de escarabajo longicornio del género Leptostylus, categorizada en la tribu Acanthocinini, de la subfamilia Lamiinae. Fue descrita por Heffern & Santos-Silva en 2023.

## Descripción
Mide 10,1 mm de longitud.

## Distribución
Se distribuye por Panamá.